# Малое Магелланово Облако
Ма́лое Магелла́ново О́блако (ММО, SMC, NGC 292) — галактика-спутник Млечного Пути, расположенная на расстоянии в 56 килопарсек от него. Диаметр галактики составляет 5,8 килопарсека, а масса — 3—5⋅109 M⊙, она содержит около 1,5 миллиарда звёзд. Абсолютная звёздная величина галактики в полосе V составляет −17,07m. Малое Магелланово Облако — карликовая неправильная галактика.
В Малом Магеллановом Облаке известно около 600 звёздных скоплений, а всего, по оценкам, должно быть около 2000 таких объектов. Система звёздных скоплений в Малом Магеллановом Облаке отличается от таковой в Млечном Пути: в Малом Магеллановом Облаке есть объекты, похожие на шаровые скопления нашей Галактики, но гораздо более молодые. Рассеянные же скопления в целом похожи на те, что встречаются в Млечном Пути. Масса нейтрального атомарного водорода в Малом Магеллановом Облаке равна 5⋅108 M⊙, а молекулярного — 7,5⋅107 M⊙, так что газ составляет значительную долю всей массы галактики. Масса пыли в галактике — 5⋅105 M⊙, причём состав и размер пылинок в межзвёздной среде галактики отличается от такового в Млечном Пути.

## Свойства

### Основные характеристики
Малое Магелланово Облако — галактика, которая находится на расстоянии в 56 килопарсек от центра Млечного Пути и является одним из его спутников. Наблюдается в созвездии Тукана.
Угловой диаметр Малого Магелланова Облака, измеренный по изофоте 25m на квадратную секунду дуги в фотометрической полосе B, составляет 5,5°, что соответствует линейному размеру в 5,8 килопарсек, но на небе заметна лишь область галактики меньшего размера (см. ниже). Масса, заключённая в пределах 3 килопарсек от его центра, составляет 3—5⋅109 M⊙. Эта галактика содержит около 1,5 миллиарда звёзд. Абсолютная звёздная величина галактики в полосе V составляет −17,07m.
Видимая звёздная величина галактики в полосе V составляет 1,97m, показатель цвета B−V ― 0,61m. Величина межзвёздного поглощения в полосе V для галактики составляет 0,19m, а межзвёздное покраснение в цвете B−V — 0,06m. Плоскость диска галактики наклонена к картинной плоскости на 90°.
Кривая вращения Малого Магелланова Облака, измеренная по движению нейтрального водорода, достигает максимума в 55 км/с на расстоянии 2,8 килопарсека от центра. По всей видимости, на более далёких расстояниях от центра она остаётся плоской.

### Структура и звёздное население
Малое Магелланово Облако является карликовой неправильной галактикой. В нём наблюдается структура, которую называют «баром», однако она не является баром в общем смысле слова, и только внешне похожа на него. Ещё одна компонента галактики — «крыло», которое представляет собой приливную структуру. «Бар» и «крыло» содержат молодое звёздное население. Также в Малом Магеллановом Облаке присутствует плоская «центральная система» с более старыми звёздами и другими объектами, и гало сферической формы с очень старым звёздным населением. Распределение яркости в диске Малого Магелланова Облака экспоненциальное, а характерный радиус диска составляет 1,3 килопарсека.
Средняя металличность Малого Магелланова Облака составляет −0,73. Нынешний темп звездообразования в галактике — 0,046 M⊙ в год. Старое звёздное население составляет около 6 % массы галактики.
В 2023 году группа ученых обнаружила, что Малое Магелланово Облако на самом деле является двумя галактиками, которые расположены одна позади другой.

### Звёздные скопления
По теоретическим оценкам, в Малом Магеллановом Облаке всего должно быть около 2000 звёздных скоплений, из которых известно около 600.
Система звёздных скоплений в Малом Магеллановом Облаке отличается от таковой в Млечном Пути. Шаровые скопления, содержащие много звёзд, в нашей Галактике — старые объекты с возрастами более 12 миллиардов лет. В Малом Магеллановом Облаке есть только одно скопление такого возраста — NGC 121. Есть ещё несколько сравнительно старых скоплений, но не настолько, как шаровые скопления нашей Галактики: например, L 1, K 3 и NGC 416 с возрастами соответственно 10, 9 и 7 миллиардов лет. Другие богатые звёздами скопления имеют более голубой цвет и меньший возраст: в этом они похожи на рассеянные скопления, но содержат гораздо больше звёзд, имеют большие размеры и формы, близкие к сферическим. Такие объекты называют молодыми населёнными скоплениями (англ. young populous clusters), подобные объекты в Млечном Пути неизвестны. Рассеянные скопления в Малом Магеллановом Облаке в целом похожи на таковые в нашей Галактике.
В среднем, звёздные скопления в Малом Магеллановом Облаке старше, чем в Млечном Пути. Это связано с тем, что в условиях в этой галактике скопления реже взаимодействуют с молекулярными облаками, и, следовательно, разрушаются за более длительный срок. В Малом Магеллановом Облаке средний возраст скоплений составляет 0,9 миллиарда лет, в то время как в Млечном Пути — только 0,2 миллиарда лет.

### Межзвёздная среда
Межзвёздная среда Малого Магелланова Облака состоит из газа с различной температурой и пыли. Масса нейтрального атомарного водорода в галактике равна 5⋅108 M⊙, а молекулярного — 7,5⋅107 M⊙, так что газ составляет значительную долю всей массы галактики. Масса пыли в галактике — 5⋅105 M⊙.
Известно, что межзвёздное поглощение в Малом Магеллановом Облаке усиливается в коротких волнах более резко, чем в Млечном Пути, а в функции зависимости величины поглощения от длины волны для Малого Магелланова Облака нет локального максимума на длине волны 2175 Å. Кроме того, межзвёздная среда галактики по-другому поляризует излучение. Таким образом, распределение пылинок по размерам и содержание углерода в межзвёздной среде Малого Магелланова Облака отличаются от таковых в Млечном Пути.
Области H II в Малом Магеллановом Облаке меньше по размеру и менее яркие, чем в Большом Магеллановом Облаке, что связано с более низким темпом звездообразования. По сравнению с Большим Магеллановым Облаком, в Малом водород распределён более равномерно — скорее всего, это вызвано более низкой металличностью, и, следовательно, меньшим количеством пыли — частицы пыли позволяют газу быстрее охлаждаться и скучиваться.
В Малом Магеллановом Облаке известно не менее 70 планетарных туманностей, их общее количество оценивается как приблизительно 280.

### Переменные звёзды
В Малом Магеллановом Облаке наблюдаются переменные звёзды различных типов. Например, цефеиды в среднем имеют меньшие периоды, чем в нашей Галактике. По всей видимости, это связано с более низкой металличностью Малого Магелланова Облака, благодаря которой цефеидами могут становиться звёзды меньших масс, чем в Млечном Пути. Кроме того, считается, что именно из-за пониженной металличности в Малом Магеллановом Облаке нет переменных типа Беты Цефея, механизм переменности которых связан с наличием тяжёлых элементов.
Средняя частота вспышек новых звёзд в галактике оценивается как не менее 0,12 в год. За весь XX век было обнаружено 7 вспышек, причём 6 из них — во второй половине. Новые звёзды в Малом Магеллановом Облаке, возможно, слабее сосредоточены к центру галактики, чем яркие звёзды и газовая составляющая галактики.
В галактике известно 12 остатков сверхновых и ещё 2 кандидата. Оценка частоты вспышек сверхновых — раз в 350 лет.

### Рентгеновские источники
В Малом Магеллановом Облаке известно не менее 40 рентгеновских источников. Наиболее яркие из них — SMC X-1 — яркая и хорошо изученная рентгеновская двойная, а также источники SMC X-2 и SMC X-3, у которых наблюдается переменность рентгеновского излучения. Значительный вклад в поток рентгеновского излучения вносит диффузная составляющая — в диапазоне энергий 0,16—3,5 кэВ диффузное излучение составляет 60 % от общего потока. Диффузное рентгеновское излучение, скорее всего, создаётся плазмой с температурой порядка 106 K и приходит из области большего размера, чем сама галактика в оптическом диапазоне.

### Взаимодействие с другими галактиками
Малое Магелланово Облако является спутником Млечного Пути. Кроме того, Малое Магелланово Облако связано и заметно взаимодействует с Большим Магеллановым Облаком. Расстояние между галактиками составляет 21 килопарсек, они обращаются друг относительно друга с периодом в 900 миллионов лет. Галактики имеют общую оболочку из нейтрального водорода, а между ними наблюдается «мост» из звёзд и газа — Магелланов Мост. От Магеллановых Облаков к нашей Галактике тянется Магелланов Поток — вытянутая структура из нейтрального водорода. Совокупность этих галактик и их общих структур называется Магеллановой системой.

### Эволюция
Высокая доля газа в массе Малого Магелланова Облака указывает на то, что эта галактика не успела сильно проэволюционировать. Звездообразование в Малом Магеллановом Облаке идёт менее активно, чем в Большом: на это указывают, например, малый размер областей H II, малое число звёзд Вольфа — Райе и более красный цвет галактики в целом.
Формирование шаровых скоплений в Малом Магеллановом Облаке началось позже, чем в Большом, либо менее резко. В Большом Магеллановом Облаке содержится 13 старых шаровых скоплений, а в Малом — только одно. Если бы в Малом Магеллановом Облаке удельное содержание шаровых скоплений было таким же, как в Большом, то, с учётом более низкой светимости, в нём можно было бы ожидать увидеть 3—4 таких объекта.
В будущем Малое Магелланово Облако будет поглощено нашей Галактикой.

## История изучения
Жителям Южного полушария Малое и Большое Магеллановы Облака были известны с древности. Они находили отражение в культурах разных народов: например, некоторые южноамериканские племена представляли их как перья птиц нанду, а австралийские аборигены — как двух великанов, которые иногда спускаются с небес и душат спящих людей.
В Северном полушарии как минимум к X веку н. э. о Магеллановых Облаках было известно Ас-Суфи. Для мореплавателей Магеллановы облака представляли интерес тем, что находятся около Южного полюса мира, вблизи которого нет ярких звёзд.
Своё современное название Магеллановы облака получили в честь Фернана Магеллана, совершившего первое кругосветное плавание в 1519—1522 годах. Один из членов команды Магеллана, Антонио Пигафетта, дал описание этим объектам. Кроме того, Пигафетта верно предполагал, что Магеллановы Облака состоят из отдельных звёзд.
В 1847 году Джон Гершель опубликовал каталог 244 отдельных объектов в Малом Магеллановом Облаке с координатами и короткими описаниями. В 1867 году Кливленд Эббе впервые сделал предположение, что Магеллановы Облака — отдельные от Млечного Пути галактики.
С 1904 года сотрудники Гарвардской обсерватории начали открывать цефеиды в Магеллановых Облаках. В 1912 году Генриетта Ливитт, которая также работала в Гарвардской обсерватории, обнаружила для Магеллановых Облаков зависимость между периодом и светимостью для цефеид. Это соотношение в дальнейшем стало играть важную роль в измерении расстояний между галактиками. С 1914 года астрономы Ликской обсерватории начали систематически измерять лучевые скорости эмиссионных туманностей в Магеллановых Облаках. Выяснилось, что все эти объекты имеют большие положительные лучевые скорости — это стало свидетельством в пользу того, что Магеллановы Облака отделены от Млечного Пути. Эти три открытия, а также обнаружение с помощью радиотелескопов нейтрального водорода в Магеллановых Облаках и вокруг них Харлоу Шепли в 1956 году назвал важнейшими достижениями, связанными с Магеллановыми Облаками. Кроме того, Шепли отметил ещё несколько открытий: например, обнаружение различных звёздных населений в Магеллановых Облаках.
Позднее в XX веке также было сделано большое количество открытий: например, был обнаружен Магелланов Поток, открыты рентгеновские источники в Магеллановых Облаках, с помощью космического телескопа IRAS была изучена пылевая составляющая Облаков.

## Наблюдения
Магеллановы Облака не видны севернее 17° северной широты. Малое Магелланово Облако наблюдается в созвездии Тукана. Видимая звёздная величина Малого Магелланова Облака составляет +1,97m, а видимые угловые размеры ― 2,6° на 1,6°, галактика заметна невооружённым глазом при достаточно тёмном небе.
При использовании телескопа с небольшим диаметром объектива, около 100 мм, различимы некоторые объекты галактики. Самый яркий из них — NGC 346, звёздное скопление с туманностью, в котором можно различить некоторые отдельные звёзды. Поблизости находятся менее яркие, но также заметные скопления NGC 371 и NGC 395. Также можно наблюдать рассеянное скопление NGC 330 и шаровое скопление NGC 121. Шаровое скопление NGC 362, которое находится на фоне галактики, но не относится к ней, также хорошо заметно. При использовании более крупных телескопов становится видно значительно больше объектов, а в некоторых становятся различимы отдельные детали. Например, при наблюдении в телескоп с диаметром объектива в 200 мм в NGC 346 становится видна форма туманности, похожая на спираль, а с помощью телескопа с апертурой 300 мм становится возможным различать отдельные звёзды в скоплении в центральной части NGC 346.

### Комментарии
1. ↑  Расстояние от этой галактики до Солнца составляет 59 килопарсек[3].
2. ↑  Металличность {\displaystyle {\ce {[Fe/H]}}} соответствует доле элементов тяжелее гелия, равной {\displaystyle {\ce {Z = 10^{[Fe/H]}}}} солнечной[18].